# سوپرمن ۴: در جستجوی صلح
سوپرمن ۴: در جستجوی صلح (به انگلیسی: Superman IV: The Quest for Peace) یک فیلم ابرقهرمانی محصول سال ١٩٨٧ به کارگردانی سیدنی جی. فیوری و نویسندگی لورنس کانر و مارک روزنتهال با داستانی از کریستوفر ریو، لورنس کانر و مارک روزنتهال با اقتباس از شخصیت دی‌سی کامیکس سوپرمن می‌باشد. در این فیلم کریستوفر ریو، جین هکمن، جکی کوپر، مارک مک‌کلور، جان کرایر، سام وانامیکر، ماریل همینگوی و مارگو کیدر به ایفای نقش می‌پردازند.
این پنجمین فیلم از مجموعه فیلم‌های سوپرمن و دنباله سوپرمن ۳ (١٩٨٣) است. این اولین فیلم از این مجموعه است که تهیه‌کنندگان الکساندر و ایلیا سالکایند در آن نقشی ندارند. این فیلم همچنین نشان دهنده آخرین حضور ریو در نقش سوپرمن است که در ازای دریافت دستمزد زیاد و داستانی در ترویج خلع سلاح هسته‌ای، حاضر به بازگشت شد.
کمی قبل از تولید فیلم، تهیه‌کننده فیلم، گروه کانن، دچار بحران مالی بزرگی شد که باعث کاهش شدید بودجه شد و ۴٠ دقیقه فیلم پس از بازخورد منفی پخش های آزمایشی حذف شد. پس از اکران، به طور گسترده‌ای مورد بازخورد منفی منتقدان و طرفداران قرار گرفت و بسیاری از منتقدان به جلوه های ویژه ضعیف، ناهماهنگی ها و حفره های داستانی اشاره کردند. سوپرمن ۴ اغلب به عنوان یکی از بدترین فیلم های ساخته شده تاکنون معرفی شده است. هیچ فیلم دیگری از سوپرمن تا زمان بازگشت سوپرمن در سال ٢٠٠۶ اکران نشد.

## بازیگران
- کریستوفر ریو در نقش کلارک کنت / سوپرمن[۸]
- جین هکمن در نقش لکس لوتر
  - هکمن همچنین صداپیشگی شخصیت مرد اتمی را هم انجام می‌دهد.[۹]
- مارک پیلو در نقش مرد اتمی[۹][۱۰]
- جکی کوپر در نقش پری وایت
- مارک مک‌کلور در نقش جیمی اولسن
- جان کرایر در نقش لنی لوتر
- سام وانامیکر در نقش دیوید وارفیلد
- ماریل همینگوی در نقش لیسی وارفیلد
- مارگو کیدر در تقش لوئیس لین[۱۱]
- دامین مک‌لاوهرن در نقش جرمی
- ویلیام هوتکینز در نقش هری هاولر
- جیم برودبنت در نقش جین پیر دابویس
- استنلی لبور در تقش جنرال روموف
- دان فیلوز در نصش لوون هورنسبی[۱۲]
- رابرت بیتی در نقش رئیس جمهور آمریکا
- سوزانا یورک اجراکننده صدای لارا

## موسیقی
موسیقی این فیلم توسط الکساندر کارج بر اساس موسیقی های قبلی و جدید انجام شده نوسط جان ویلیامز اقتباس و ساخته شد.

## اکران
این فیلم یک افتتاحیه سلطنتی در ٢٣ ژوئیه ١٩٨٧ با حضور شاهزاده و شاهدخت ولز در تئاتر میدان لستر لندن داشت.

## بودجه، فروش
سوپرمن ۴ که با بودجه بسیار پائین نسبت به قسمت‌های گذشته ساخته شد (هفده میلیون دلار) در گیشه تنها سی و شش میلیون دلار فروش کرد. این فیلم با فروش نازل و نقدهای منفی بسیار، پرونده سری فیلم‌های سوپرمن را تا سالها بست.
1. ↑  "SUPERMAN IV – THE QUEST FOR PEACE (PG)". British Board of Film Classification. July 9, 1987. Retrieved April 19, 2016.
2. ↑  afi.com/members/catalog/DetailView.aspx?s=&Movie=57838
3. ↑  "Superman IV: The Quest for Peace (1987)". British Film Institute. Retrieved February 4, 2017.
4. 1 2  Mills, Bart (1987-01-02). "And Now . . . Mighty 'Superman Iv' To The Rescue". Los Angeles Times. Retrieved 2010-10-09.
5. ↑  "The Numbers Superman IV: The Quest for Peace (1987)". The Numbers. Retrieved February 18, 2020.
6. ↑  Kehr, Dave (1987-07-27). "It's A Bird, It's A Plane -- It's A Bad Film". Chicago Tribune. Archived from the original on 17 December 2011. Retrieved 2010-10-28.
7. 1 2
8. 1 2  Easton, Nina J. (1990-02-01). "'Superman' Lawsuit Trial Date Set for April 16". Los Angeles Times. Retrieved 2010-10-11.
9. 1 2 3  Williams, Owen (2013-06-21). "What happened to Superman IV's Nuclear Man? - Yahoo Movies UK". Uk.movies.yahoo.com. Archived from the original on 2013-06-26. Retrieved 2022-09-29.
10. ↑  Murphy, Steve (2001-06-14). "Superman IV: The Quest for Peace". IGN. Retrieved 2010-10-11.
11. ↑  Beck, Marilyn (1986-06-26). "Margot Kidder Flies Back To Superman". Chicago Tribune. Archived from the original on 12 June 2012. Retrieved 2010-10-11.
12. ↑  "Superman IV: the Quest for Peace (1987)". Movies & TV Dept. The New York Times. 2012. Archived from the original on 3 November 2012. Retrieved 30 January 2011.
13. ↑  "Superman IV: The Quest for Peace (advertisement)". Screen International. August 1, 1987. pp. 10–12.